# Staurois
A Staurois a kétéltűek (Amphibia) osztályába, valamint a békák (Anura) rendjébe és a valódi békafélék (Ranidae) családjába tartozó nem.

## Előfordulásuk
A nembe tartozó fajok Borneón és a Fülöp-szigeteken honosak.

## Rendszerezés
A nembe az alábbi fajok tartoznak:
- Staurois guttatus (Günther, 1858)
- Staurois latopalmatus (Boulenger, 1887)
- Staurois natator (Günther, 1858)
- Staurois nubilus (Mocquard, 1890)
- Staurois parvus Inger & Haile, 1959
- Staurois tuberilinguis Boulenger, 1918